# Godehard-Friedrich de Hohenzollern
Le prince Godehard-Friedrich de Hohenzollern (en allemand, Godehard-Friedrich Prinz von Hohenzollern), né le 17 avril 1939 à Coblence et mort le 21 mai 2001 au château de Namedy, est un membre de la famille princière de Hohenzollern-Sigmaringen et un entrepreneur allemand.

## Biographie

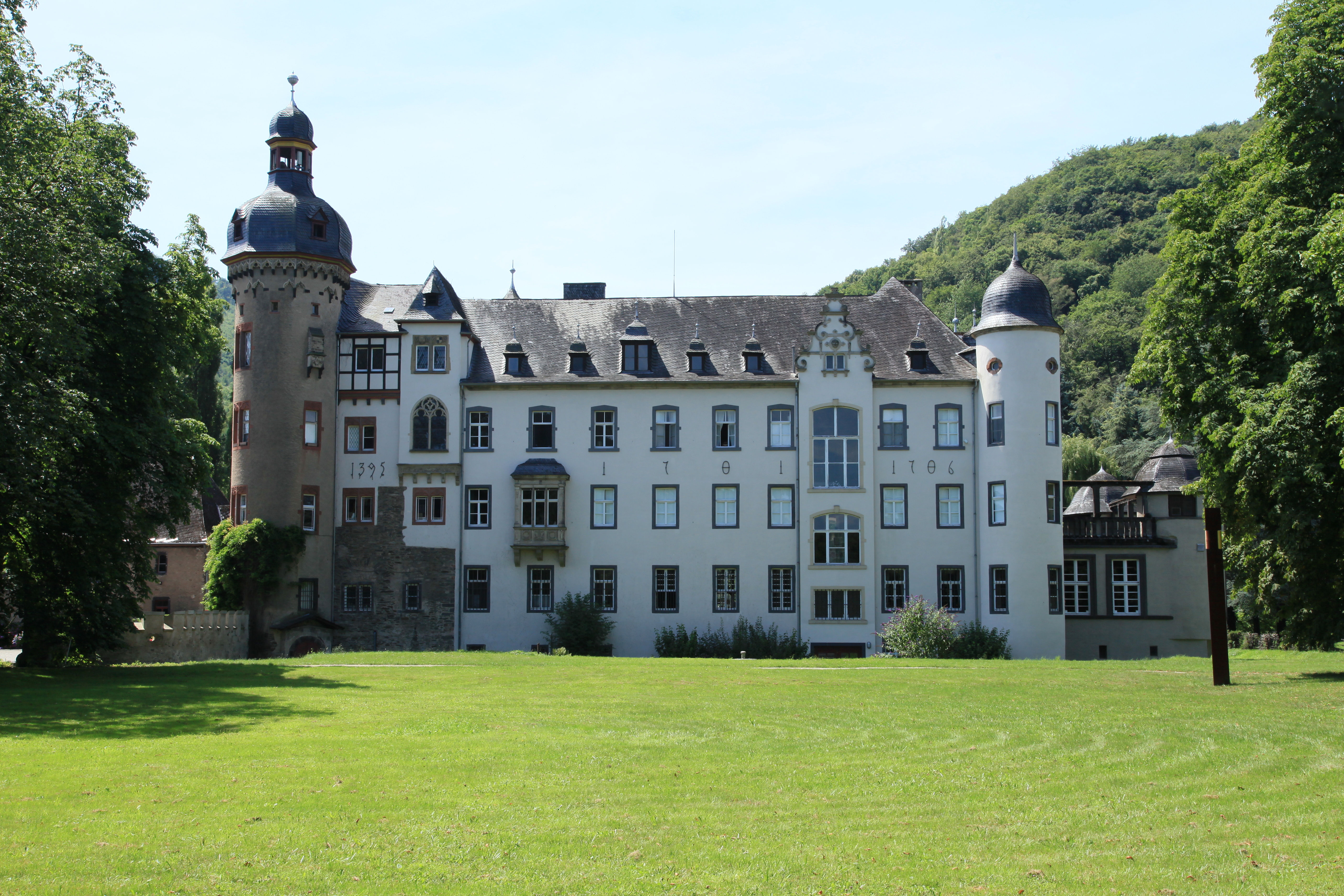
Le château de Namedy, à Andernach, résidence de Godehard-Friedrich de Hohenzollern.

Godehard-Friedrich de Hohenzollern, né à Coblence le 17 avril 1939, est le cinquième enfant et unique fils du prince Albert de Hohenzollern et de Ilse Margot von Friedeburg (1901-1988). Le prince Godehard-Friedrich est le petit-fils de la princesse Joséphine de Belgique, et donc l'arrière-petit-fils de Philippe de Flandre et de Marie de Hohenzollern-Sigmaringen. Son premier prénom, usuellement donné dans l'ordre de Saint-Benoît, rend hommage à sa grand-mère paternelle, Joséphine, devenue religieuse bénédictine cinq ans auparavant.
Godehard-Friedrich de Hohenzollern est cadre de banque et également lieutenant de réserve. En 1977, il hérite de son père, le château de Namedy, mais poursuit sa carrière bancaire jusqu'à la mort de sa mère en 1988. Compte tenu de l’état délabré des bâtisses à l’époque, Godehard, mélomane et féru d'architecture, débute des travaux de restauration, soutenu par le Land de Rhénanie-du-Nord-Westphalie et d'une association de soutien de la région de Coblence, afin d'aménager le château en un centre culturel. Par la suite y sont organisés des concerts (de la musique classique jusqu’au jazz), des pièces de théâtre et des expositions d’art.
Le 21 mai 2001, le prince meurt, subitement d'une crise cardiaque, à l'âge de 62 ans au château de Namedy. Sa veuve et sa fille Anna poursuivent les activités culturelles organisées à Namedy.

## Descendance
De l'union du prince Godehard-Friedrich avec Heide Hansen (née le 2 mai 1943 à Neunkirchen), célébrée le 29 août 1971 à Munich, naissent deux enfants,, : 
- Carlos Patrick Godehard, né le 4 décembre 1978 à Munich, mort à Francfort-sur-le-Main le 23 février 2018[8], célibataire ;
- Anna Corinna Dione, née le 19 août 1983 à Bonn. Elle épouse à Namedy le 1er août 2013 Roman Goldschmidt, né le 7 octobre 1973 à Moravsky Krumlow.